# La historia de Jacob y José (película)
La historia de Jacob y José (The Story of Jacob and Joseph en inglés), es una película estadounidense de drama bíblico para televisión de 1974 dirigida por Michael Cacoyannis, basada en el libro bíblico del Génesis con un guion escrito por Ernest Kinoy. Está protagonizada por Keith Michell como Jacob, Tony Lo Bianco como José, Colleen Dewhurst como Rebekah, Herschel Bernardi como Laban, Harry Andrews como Isaac y Julian Glover como Esaú.
Filmada en Israel, se emitió originalmente en Estados Unidos por la ABC el 7 de abril de 1974. Fue el quinto programa más visto en horario estelar de la semana. La narrativa bíblica continuó dos años más tarde con La historia del rey David, también producida para ABC y con la participación de muchos miembros del mismo elenco y equipo.

## Sinopsis
Esta película narra la historia de dos patriarcas bíblicos: Jacob y José, el favorito de sus doce hijos. La primera parte, La historia de Jacob, narra la huida de Jacob de su tribu tras haber estafado a su hermano Esaú, privándolo de su primogenitura, siendo engañado durante sus años de exilio y aprendiendo la necesidad de enmendar sus errores. La segunda parte, La historia de José y sus hermanos, narra la historia de José, el hijo favorito de Jacob. Traicionado y vendido como esclavo por sus hermanos, enfrenta y supera la adversidad para convertirse en el primer ministro de Egipto, el funcionario más cercano al mismísimo Faraón.

## Elenco
| - Keith Michell como Jacob - Tony Lo Bianco como Joseph - Colleen Dewhurst como Rebekah - Herschel Bernardi como Laban - Harry Andrews como Isaac - Julian Glover como Esaú - Joseph Shiloach como Faraón (acreditado como Yosef Shiloach) - Yossi Graber como mayordomo - Yona Elian como Rachel - Rachel Shore como la esposa de Potifar | - Amnon Meskin como Baker - Bennes Mardenn como Potiphar (acreditado como Bennes Maarden) - Zila Carni como Leah (acreditada como Zila Karney) - Judá Efrón como Rubén - Shmuel Atzmon como Judah - Eli Cohen como Gad - Moti Baharav como Dan - Ilan Dar como Simeon - Menahem Einy como Benjamin - Alan Bates como narrador |